# Districte de Sent Gironç
El districte de Sent Gironç és un dels tres districtes del departament francès de l'Arieja, a la regió d'Occitània. Compta amb sis cantons i 82 municipis. El cap del districte és la sotsprefectura de Sent Gironç.

## Cantons
- Cantó de Castilhon de Coserans ;
- Cantó de Massat ;
- Cantó d'Ost ;
- Cantó de Sent Gironç ;
- Cantó de Saint-Lizier ;
- Cantó de Senta Crotz de Volvèstre.